# Albert Lee

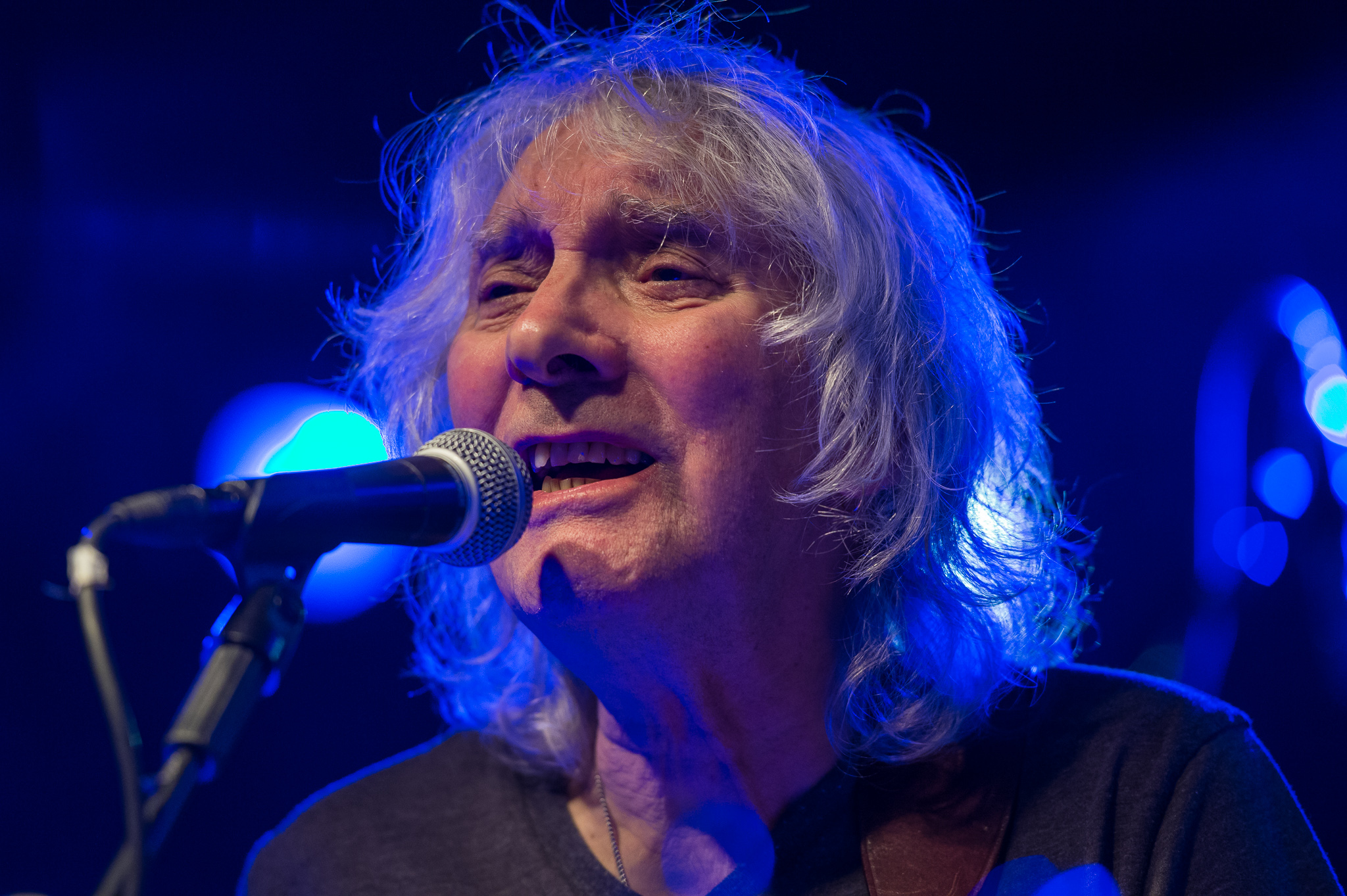
Albert Lee (2017)

Albert William Lee (Lingen 21 de dezembro de 1943, Herefordshire, Inglaterra) é um guitarrista Inglês conhecido pela sua técnica fingerstyle. Lee tem trabalhado, tanto em estúdio como em turnê, com muitos músicos famosos, numa ampla gama de géneros  musicais. Tem também uma carreira a solo e é um famoso compositor e diretor musical. Albert Lee foi considerado um dos guitarristas mais virtuosos de sua época por conta de sua técnica aperfeiçoada de Fingerstyle.

## Início de carreira
Lee cresceu em Blackheath, Londres. Seu pai era um músico e Lee começou a estudar piano aos sete anos . Nessa altura, tornou-se fã de Buddy Holly e Jerry Lee Lewis. Começou a tocar guitarra em 1958, quando seus pais lhe compraram uma Höfner  Presidente em segunda mão, que mais tarde terá trocado por uma Tchecoslováquian  Grazioso , a precursora da  Futurama . Lee deixou a escola aos 16 anos de idade para tocar a tempo inteiro.

## Carreira
Lee estava em várias de bandas a partir de 1959, tocando principalmente R&B, musica country e rock and roll. Além de Buddy Holly, as suas primeiras influências de guitarra incluídos Cliff Gallup, Grady Martin, os Everly Brothers, Scotty Moore, James Burton e Jerry Reed. O seu primeiro sucesso comercial  foi como guitarrista com Chris Farlowe e os Thunderbirds. Lee diz que ele gostava de tocar coisas tipo  Stax, mas na realidade, queria tocar música country. Consequentemente, deixou Farlowe e os Thunderbirds em 1968.
Durante seu tempo brincando com Heads Hands & Feet, Lee tornou-se um "herói da guitarra", tocando a sua Fender Telecaster a uma velocidade vertiginosa. Heads Hands & Feet tornou-se uma banda popular ao tocar ao vivo no Reino Unido, fazendo aparições em programas televisivos e também no programa de música alemã  Bata-Club .
Em 1971, Lee tocou com o teclista Jon Lord dos Deep Purple num estúdio de gravação. Esse encontro deu origem a um concerto dos Deep Purple para grupo e orquestra. Ritchie Blackmore tocara guitarra na primeira performance ao vivo em setembro de 1970, mas recusou o convite para aparecer na versão de estúdio, o que levou ao envolvimento de Lee. Outros artistas presentes foram Yvonne Elliman, Ian Paice, Roger Glover, Tony Ashton e a Orquestra Sinfônica de Londres dirigida pelo falecido Sir Malcolm Arnold.
Lee partiu para Los Angeles em 1974 e, através de seu amigo baixista Rick Grech (dos Blind Faith), juntou-se aos The Crickets, que também incluía Sonny Curtis e Jerry Allison . A banda gravou três álbuns, incluindo  A Long Way From Lubbock. Lee também recebia muitas ofertas de trabalho como músico de estúdio. Em 1976, foi convidado a juntar-se à banda de Emmylou Harris os Hot band, substituindo um dos seus heróis, James Burton, que saía para voltar a tocar com Elvis Presley. A Hot Band incluía também Ricky Skaggs e Rodney Crowell. A partir de 1978, Lee trabalhou durante cinco anos com Eric Clapton, tocando e cantando para uma gravação de concerto ao vivo em  Budokan no Japão.
Lee foi responsável pelo concerto de reunião dos Everly Brothers em 1983. Ele toca regularmente com o Everlys a mais de vinte anos.
Em 2002, Lee apareceu no Concert for George. Também em 2002, Lee recebeu um prêmio Grammy com Foggy Mountain Breakdown do CD  Earl Scruggs e Amigos .  Lee apareceu em 28 de julho de 2007 no Crossroads Guitar Festival  e a  10 de dezembro, em Londres, tocou com os Bill Wyman's Rhythm Kings no concerto de homenagem a Ahmet Ertegun no O2 Arena. O álbum  Like This  foi lançado na primavera de 2008, para coincidir com sua tournée europeia. O seu dueto com o guitarrista francês Jean-Pierre Danel foi um hit que atingiu o Top 10 em Portugal, e o álbum atingiu o Top 5 na França. Lee continua a trabalhar no estúdio e tournées, e toca regularmente com os Rhythm Kings de Bill Wyman. Vive em Malibu, na Califórnia.